# Mặt nạ (phim truyền hình 2015)
Mặt nạ (tiếng Hàn: 가면; Romaja: Gamyeon) là một bộ phim truyền hình Hàn Quốc năm 2015 với sự tham gia của các diễn viên Park Soo Ae, Joo Ji-hoon, Yeon Jung-hoon và Yoo In-young. Phim phát sóng trên SBS vào thứ tư và thứ năm lúc 21:55 gồm 20 tập bắt đầu từ ngày 27 tháng 5 đến 30 tháng 7 năm 2015.

## Cốt truyện
Byun Ji-sook đang làm nhân viên bán hàng tại cửa hàng bách hóa SJ thì cô tình cờ bắt gặp nhân vật doppelgänger (có nghĩa là hai người không cùng huyết thống nhưng giống nhau như hai giọt nước) tên Seo Eun-ha. Trong khi gia đình Ji-sook nghèo khó, lại bị bọn người cho vay nặng lãi săn lùng vì khoản nợ khủng của cha cô, Eun-ha là con gái của một nghị sĩ tranh cử tổng thống và là hôn thê của người thừa kế tập đoàn SJ Choi Min-woo. 
Choi Min-woo là con trai ngoài giá thú của chủ tịch tập đoàn SJ và là người thừa kế được chỉ định của công ty, bất chấp sự phản đối của vợ chủ tịch, người muốn con gái ruột của bà là Choi Mi-yeon, chị gái cùng cha khác mẹ của Min-woo, làm người kế thừa gia sản. Mặc dù xuất thân giàu có, Min-woo không lớn lên trong tình yêu thương của gia đình và bạn bè, và cuộc hôn nhân dự kiến của anh và Eun-ha được cả hai bên hiểu là một thỏa thuận kinh doanh đôi bên cùng có lợi. Anh ta cũng không biết rằng người đàn ông mà Eun-ha đang thực sự yêu là chồng của Mi-yeon, Min Seok-hoon, một người có tham vọng chiếm đoạt gia sản của tập đoàn họ Choi. 
Để thực hiện điều đó, Min Seok-hoon đã cố gắng ngăn cản em vợ của mình được chỉ định là người thừa kế, bao gồm cả việc âm mưu với giáo sư Kim để khiến Min-woo liên tục gặp ảo giác và khiến anh ta nghĩ rằng mình đang bị tâm thần, đồng thời dụ dỗ Eun-ha cùng hợp tác khi kết hôn với Min-woo sau này. Nhưng kế hoạch của Seok-hoon gặp trở ngại khi Eun-ha bất ngờ gặp tai nạn và qua đời chỉ một tuần trước lễ cưới, vì vậy anh đã đe dọa buộc Ji-sook phải thế chỗ của Eun-ha. Khi Min-woo bắt đầu sống cùng với Ji-sook, anh bắt đầu bị hấp dẫn bởi người vợ mới của mình vì tính cách cô ấy hoàn toàn khác với những gì anh luôn nghĩ.

## Phân vai

### Vai chính
- Park Soo Ae vai Byun Ji-sook / Seo Eun-ha[3]
  - Buyn Ji-sook là một nhân viên bán hàng của cửa hàng bách hóa SJ, người có gia đình mắc một khoản nợ lên tới 500 triệu won. Cuộc sống khó khăn ban đầu của Ji-sook đã thay đổi khi sau khi cô kết hôn với Choi Min-woo dưới vỏ bọc của Seo Eun-ha.
  - Seo Eun-ha là con gái của một nghị sĩ tranh cử tổng thống, hôn thê của Min-woo và là người yêu cũ của Seok-hoon. Cô không có tình cảm với Min-woo nhưng vẫn chấp nhận hôn sự với anh để giúp Seok-hoon trả thù tập đoàn SJ. Qua đời vì một tai nạn trước khi chính thức kết hôn với Min-woo, cô được thay thế bởi Byun Ji-sook.
- Joo Ji-hoon vai Choi Min-woo, con trai ngoài giá thú của tập đoàn SJ, được cha bổ nhiệm làm người thừa kế của tập đoàn. Ban đầu, anh đính hôn với Seo Eun-ha bằng một cuộc hôn nhân theo hợp đồng với cô ta chỉ vì lợi ích kinh doanh của gia đình. Tuy nhiên, Min-woo đã vô tình kết hôn với Seo Eun-ha khi đó đã được cải trang bởi Byun Ji-sook, và dần phát triển tình yêu với Ji-sook sau cuộc hôn nhân. Anh là một thiếu gia trịch thượng, luôn đề cao sự sạch sẽ, ngăn nắp và ghét tiếp xúc cơ thể với người lạ. Khi còn nhỏ, mẹ ruột của Min-woo đã chết đuối để cứu anh lúc đó bị rơi xuống hồ, vì vậy anh rất sợ nước.
  - Jeon Jin-seo vai Choi Min-woo hồi nhỏ
- Yeon Jung-hoon vai Min Seok-hoon, một luật sư nguyên là công tố viên và là cố vấn pháp lý của tập đoàn SJ, chồng của Mi-yeon, người yêu của Seo Eun-ha từ thuở đại học. Là nhân vật phản diện chính của phim, Seok-hoon làm rể nhà họ Choi để lên kế hoạch chiếm đoạt tài sản dưới tên của Choi Min-woo và trả thù tập đoàn SJ vì đã ngược đãi với cha mình trong quá khứ. Anh đem lòng yêu Seo Eun-ha, cả hai từng dự định cùng thực hiện âm mưu chiếm đoạt tập đoàn. Để không khiến cái chết của Eun-ha làm chậm kế hoạch của mình, anh đã tìm gặp Ji-sook, người có ngoại hình giống Eun-ha, để đe dọa, dụ dỗ và chi phối mọi âm mưu.
- Yoo In-young vai Choi Mi-yeon, con gái của chủ tịch tập đoàn SJ, chị gái cùng cha khác mẹ của Min-woo, vợ của Seok-hoon. Là người cao ngạo và lạnh lùng, nhưng thực tế cô rất yêu thương gia đình và chồng của mình, dù Seok-hoon không yêu cô - điều khiến cô luôn đố kỵ với Eun-ha. Cô cũng không quan tâm đến việc tranh giành gia sản với em trai Min-woo, nhưng đã bị mẹ ruột thúc đẩy để cạnh tranh quyền thừa kế.

### Vai phụ

#### Gia đình Byun Ji-sook
- Jung Dong-hwan vai Byun Dae-sung, cha của Ji-sook.
- Yang Mi-kyung vai Kang Ok-soon, mẹ của Ji-sook.
- Hoya vai Byun Ji-hyuk,[4] em trai của Ji-sook.

#### Gia đình Choi Min-woo
- Jeon Guk-hwan vai chủ tịch tập đoàn SJ Choi Doo-hyun, cha của Mi-yeon và Min-woo. Ông là người cha nghiêm khắc, thường xuyên la mắng Min-woo vì những thất bại của con trai trong công việc, dù trong thâm tâm vẫn muốn trao lại công ty cho anh.
- Park Joon-geum vai phu nhân Song Sung-hee, vợ chủ tịch tập đoàn SJ, mẹ ruột của Mi-yeon. Bà luôn sợ chồng giao hết công ty cho con riêng Min-woo mà không phải là con gái bà. Bà cũng coi thường con rể Min Seok-hoon vì xuất thân hèn kém, ban đầu thậm chí không định cho Mi-yeon cưới anh.

#### Gia đình Seo Eun-ha
- Park Yong-soo vai nghị sĩ Seo Jong-hoon, cha của Eun-ha.
- Lee Jong-nam vai phu nhân Lee Jung-seon, vợ nghị sĩ Jong-hoon, mẹ kế của Eun-ha.

#### Khác
- Kim Byung-ok vai Shim Bong-seo, chủ nợ cho vay nặng lãi. Ông và đồng bọn thường xuyên đi tìm Ji-sook để đòi nợ, luôn sẵn sàng làm mọi thứ vì tiền.
- Jo Han-sun vai Kim Jung-tae, con trai của chủ tịch công ty xây dựng Kim Hyung, chaebol thứ ba. Anh là bạn trai cũ của Ji-sook, và là một người quen cũ với Min Seok-hoon.
- Park Yeon-soo vai Myung-hwa, đồng nghiệp của Ji-sook, bạn gái của Ji-hyuk.
- Hwang Seok-jung vai Mal-ja, đồng nghiệp của Ji-sook.
- Park Jun-myeon vai Quản lý Yeo, người quản lý cấp trên của Ji-sook, thường xuyên mắng mỏ với các nhân viên vì doanh thu thấp của cửa hàng bách hóa.
- Ju Jin-mo vai Giáo sư Kim, bác sĩ tâm lý của Min-woo, người bị Seok-hoon mua chuộc để hủy hoại sức khỏe của anh. Ông chẩn đoán Min-woo bị bệnh rối loạn ám ảnh cưỡng chế, và luôn thúc giục anh phải bỏ dở công việc để nhập viện mới điều trị dứt điểm.
- Kim Ji-min vai Kim Yeon-soo, người giúp việc trong nhà Min-woo.
- Moon Sung-ho vai Nam-chul, quản gia nhà Min-woo.
- Cho Yoon-woo vai Oh Chang-soo, thư ký của Min-woo.
- Sung Chang-hoon vai Bbul-te, thư ký của Seok-hoon.

## Xếp hạng
| Tập #      | Ngày phát sóng      | Tên tập phim                         | Bình quân khán giả | Bình quân khán giả   | Bình quân khán giả   | Bình quân khán giả   |
| Tập #      | Ngày phát sóng      | Tên tập phim                         | Xếp hạng TNmS      | Xếp hạng TNmS        | Xếp hạng AGB Nielsen | Xếp hạng AGB Nielsen |
| Tập #      | Ngày phát sóng      | Tên tập phim                         | Toàn quốc          | Khu vực thủ đô Seoul | Toàn quốc            | Khu vực thủ đô Seoul |
| ---------- | ------------------- | ------------------------------------ | ------------------ | -------------------- | -------------------- | -------------------- |
| 1          | 27 tháng 5 năm 2015 | Hạnh phúc 3 triệu won                | 7.5%               | 8.8%                 | 7.5%                 | 8.0%                 |
| 2          | 28 tháng 5 năm 2015 | Cô gái đi trong ký ức                | 8.5%               | 9.8%                 | 9.2%                 | 9.5%                 |
| 3          | 3 tháng 6 năm 2015  | Lựa chọn tốt nhất, lựa chọn tệ nhất  | 8.2%               | 10.0%                | 8.6%                 | 9.0%                 |
| 4          | 4 tháng 6 năm 2015  | Thiên đường được tạo nên bởi ác quỷ  | 10.3%              | 12.2%                | 10.7%                | 12.1%                |
| 5          | 10 tháng 6 năm 2015 | Phú ông bần cùng                     | 9.4%               | 10.9%                | 9.4%                 | 10.1%                |
| 6          | 11 tháng 6 năm 2015 | Gia đình, ký ức đau thương           | 10.4%              | 12.6%                | 9.8%                 | 10.3%                |
| 7          | 17 tháng 6 năm 2015 | Một lồng ngực có thể tựa vào để khóc | 10.0%              | 12.0%                | 11.0%                | 12.5%                |
| 8          | 18 tháng 6 năm 2015 | Ảo giác logic                        | 9.8%               | 12.2%                | 11.8%                | 12.6%                |
| 9          | 24 tháng 6 năm 2015 | Phản chiếu cá nhân                   | 9.7%               | 12.6%                | 10.8%                | 11.3%                |
| 10         | 25 tháng 6 năm 2015 | Bộ mặt của mặt nạ                    | 10.1%              | 12.5%                | 9.7%                 | 9.3%                 |
| 11         | 1 tháng 7 năm 2015  | Trò chơi dối trá                     | 10.4℅              | 12.9%                | 10.1%                | 10.8%                |
| 12         | 2 tháng 7 năm 2015  | Hạnh phúc bất hạnh                   | 11.1%              | 12.8℅                | 11.1%                | 11.6                 |
| 13         | 8 tháng 7 năm 2015  | Một lời đề nghị và ly hôn            | 9.9%               | 12.9%                | 10.8%                | 11.5%                |
| 14         | 9 tháng 7 năm 2015  | Một ngọn giáo và một chiếc khiên     | 10.2%              | 12.9%                | 11.1%                | 11.4%                |
| 15         | 15 tháng 7 năm 2015 | Mục tiêu                             | 10.0%              | 13.4%                | 11.3%                | 11.5%                |
| 16         | 16 tháng 7 năm 2015 | Trái tim con rối                     | 11.4%              | 13.8%                | 12.2%                | 12.7%                |
| 17         | 22 tháng 7 năm 2015 | Gia đình                             | 9.4%               | 12.0%                | 12.4%                | 13.7%                |
| 18         | 23 tháng 7 năm 2015 | Cái bẫy                              | 11.2%              | 14.3%                | 12.7%                | 13.3%                |
| 19         | 29 tháng 7 năm 2015 | Chỗ trống                            | 10.7%              | 13.6%                | 11.5%                | 12.2%                |
| 20         | 30 tháng 7 năm 2015 | Nhà của chúng ta                     | 12.6%              | 16.5%                | 13.6%                | 14.2%                |
| Trung bình | Trung bình          | Trung bình                           | 10.1%              | 12.4%                | 10.8%                | 11.4%                |

Key
- Xanh-tập xếp hạng thấp
- Đỏ-tập xếp hạng cao

## Giải thưởng và đề cử
| Năm  | Giải thưởng           | Hạng mục                                                            | Người nhận             | Kết quả   |
| ---- | --------------------- | ------------------------------------------------------------------- | ---------------------- | --------- |
| 2015 | 4th APAN Star Awards  | Giải thưởng xuất sắc hàng đầu, Nữ diễn viên chính trong phim nhỏ    | Soo Ae                 | Đề cử     |
| 2015 | 4th APAN Star Awards  | Giải thưởng Ngôi sao nổi tiếng, Nữ diễn viên                        | Yoo In-young           | Đoạt giải |
| 2015 | Grimae Awards         | Phim truyền hình hay nhất                                           | Mask                   | Đoạt giải |
| 2015 | Grimae Awards         | Nam diễn viên hay nhất                                              | Yeon Jung-hoon         | Đoạt giải |
| 2015 | Grimae Awards         | Nữ diễn viên hay nhất                                               | Soo Ae                 | Đoạt giải |
| 2015 | 23rd SBS Drama Awards | Giải thưởng xuất sắc, nam diễn viên trong phim truyền hình đặc biệt | Joo Ji-hoon            | Đoạt giải |
| 2015 | 23rd SBS Drama Awards | Giải thưởng xuất sắc, nam diễn viên trong phim truyền hình đặc biệt | Yeon Jung-hoon         | Đề cử     |
| 2015 | 23rd SBS Drama Awards | Giải thưởng đặc biệt, nữ diễn viên trong phim truyền hình đặc biệt  | Yoo In-young           | Đoạt giải |
| 2015 | 23rd SBS Drama Awards | Top 10 ngôi sao                                                     | Joo Ji-hoon            | Đoạt giải |
| 2015 | 23rd SBS Drama Awards | Giải thưởng cặp đôi hay nhất                                        | Joo Ji-hoon and Soo Ae | Đề cử     |

## Phát sóng quốc tế
- Phim được phát sóng tại Malaysia trên TV2 từ ngày 6 tháng 1 đến ngày 2 tháng 2 năm 2017 và được phát lại từ ngày 3 tháng 3 đến ngày 30 tháng 3 năm 2017.
- Tại Philippines, phim được phát sóng trên Jeepney TV từ ngày 10 tháng 3 - ngày 19 tháng 5 năm 2018 và được sửa lại trên Kênh Asianovela từ ngày 29 tháng 10 - ngày 7 tháng 12 năm 2018.
- Phim được phát sóng tại Việt Nam trên kênh VTV3 từ ngày 9 tháng 10 năm 2017 đến ngày 16 tháng 11 năm 2017.